# Festspelen i Piteå
Festspelen i Piteå startade sin verksamhet 1982. Festspelen arrangerar årligen konserter under en sommarvecka och historiskt har fokus legat på västerländsk konstmusik även om programmen under senare år allt mer breddats för att inkludera även jazzmusik, folkmusik och tango.
I anslutning till Festspelen brukar det i samarbete med Musikhögskolan i Piteå och Framnäs folkhögskola anordnas så kallade mästarkurser där mästarna som är välkända musiker och själva spelar på festspelens konserter undervisar långt komna studerande. Under sommaren 2012 anordnas inom ramen för Piteå sommarakademi kurser på tre nivåer: mästarkurser, högskolekurser och folkhögskolekurser.

## Producenter
- Curt Nilsson 1982–1992
- Barbro Marklund 1991–1993
- Ulla-Britt och Sven-Erik Sandlund 1994–1997
- Roger Norén 1998–2002
- Johan Ramström 2003–2005
- Anna Jirstrand 2003–2005
- Paula Gårsjö 2006-2007 [1]